# Uniclypea kumarani
Uniclypea kumarani är en stekelart som beskrevs av Sureshan och T.C. Narendran 1995. Uniclypea kumarani ingår i släktet Uniclypea och familjen puppglanssteklar. Inga underarter finns listade i Catalogue of Life.